# Улица Аркадия Верзилова
Улица Аркадия Верзилова (укр. Вулиця Аркадія Верзілова) — улица в Деснянском районе города Чернигова. Пролегает от тупика до улицы Земская. 
Нет примыкающих улиц.

## История
2-й переулок Орджоникидзе получил название с переименованием улицы Чубарая на улицу Орджоникидзе в 1938 году — в честь грузинского революционера, одного из крупнейших руководителей ВКП(б) и Советского государства Григория Константиновича Орджоникидзе. 
12 февраля 2016 года переулок был преобразован в улицу, получив современное название — в честь краеведа, общественно-политического деятеля, уроженца Черниговщины Аркадия Васильевича Верзилова, согласно Распоряжению городского главы В. А. Атрошенко Черниговского городского совета № 46-р «Про переименование улиц и переулков города» («Про перейменування вулиць та провулків міста»)

## Застройка
Улица проложена в северо-восточном направлении параллельно улице Василия Хижнякова и переулку Некрасова. Парная и непарная стороны улицы заняты усадебной застройкой.
Учреждения: нет